# هاینریش سوم
هاینریش سوم(به آلمانی: Heinrich III)(زادهٔ ۲۸ اکتبر ۱۰۱۷- مرگ ۵ اکتبر ۱۰۵۶) امپراتور مقدس روم از دودمان سالی بود.
او بزرگترین پسر کنراد دوم بود. پدرش وی را در ۱۰۲۶ دوک بایرن نمود. هنگامی که پدرش در روز عید پاک ۱۰۲۸ میلادی به عنوان امپراتور مقدس روم تاج‌گذاری نمود، هاینریش نیز در آخن به عنوان پادشاه آلمان برگزیده‌شد.
تا ۱۰۳۸ کنترل شوابن و پادشاهی بورگوندی نیز از سوی پدرش بدو سپرده شده‌بود. سرانجام با مرگ پدرش پاپ کلمنت دوم در رم تاج امپراتوری را بر سر هاینریش گذارد.

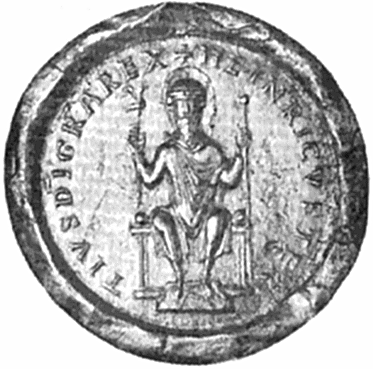
مُهر هاینریش سوم